# Henryka Pietrasz

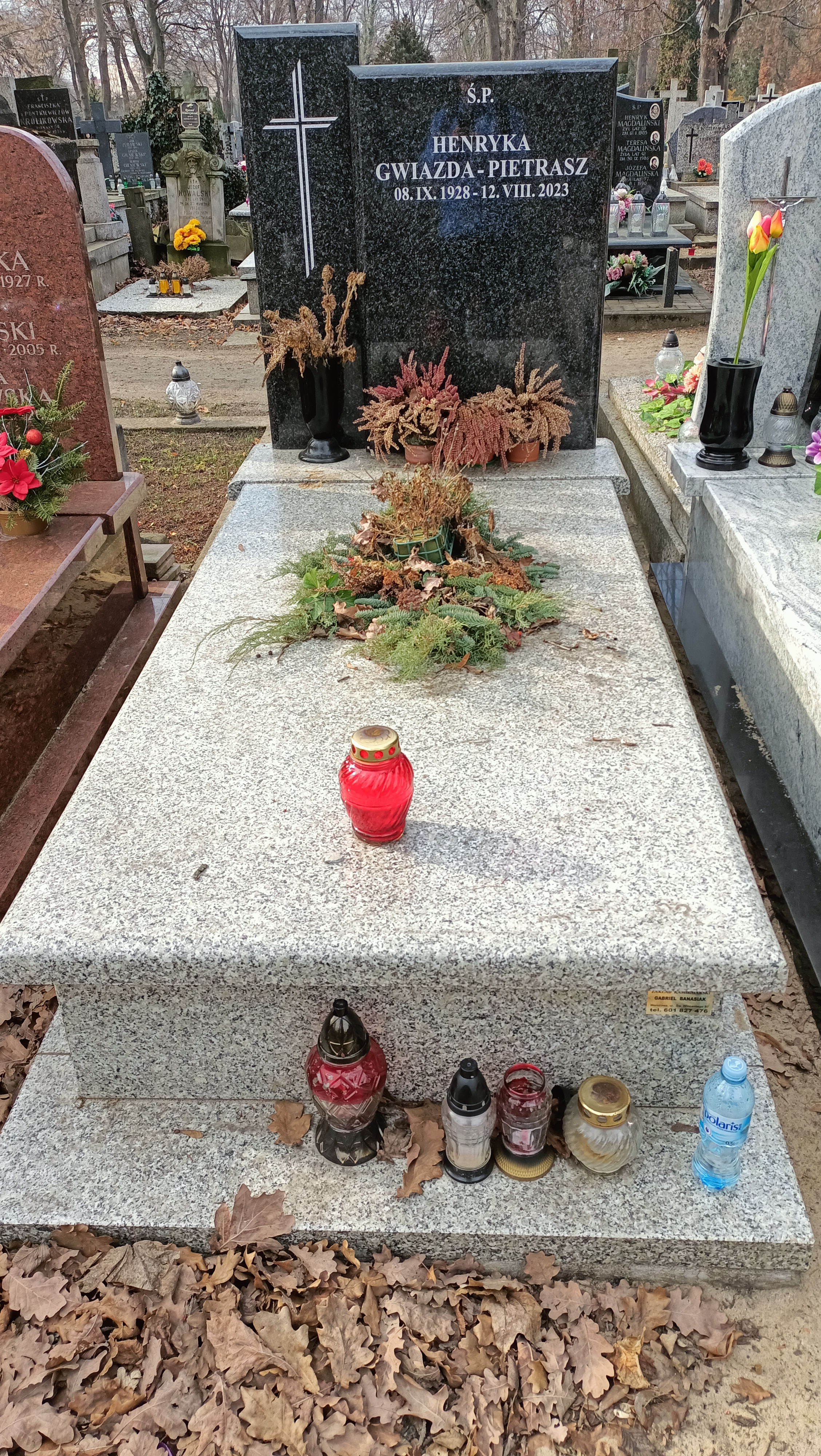
Grób Henryki Gwiazdy-Pietrasz na cmentarzu Bródnowskim w Warszawie

Henryka Pietrasz, poprzednio Gwiazda-Pietrasz (ur. 8 września 1928 w Postarzyniach w gminie Żodziszki, zm. 12 sierpnia 2023 w Warszawie) – polska lekarka, poseł na Sejm PRL IV i V kadencji.

## Życiorys
Córka Marcelego i Stefanii. Uzyskała wykształcenie wyższe. Pracowała jako lekarz oddziałowy-starszy asystent w Sanatorium Przeciwgruźliczym dla Dzieci im. Juliana Marchlewskiego w Otwocku. W 1965 i 1969 uzyskiwała mandat posła na Sejm PRL w okręgu Otwock. Przez dwie kadencje zasiadała w Komisji Zdrowia i Kultury Fizycznej, której była zastępcą przewodniczącego.
Pochowana 24 sierpnia 2023 na cmentarzu na Bródnie w Warszawie.